# Myšivkovití dlouhonozí
Myšivkovití dlouhonozí (Zapodidae) je čeleď menších hlodavců žijící v Severní Americe od Aljašky přes celou Kanadu po většinu území USA; v Asii žije ve střední Číně. Zahrnuje 5 druhů ve 3 rodech.
I když jsou podobní myšovitým hlodavcům, nejsou s nimi příbuzní. Jsou spřízněni s čeledí tarbíkovitých (Dipodidae) a v některých systémech vystupují coby její podčeleď.

## Výskyt
Žijí v Severní Americe od jižní Aljašky přes celou západní Kanadu po západ i východ USA, kde v horských oblastech zasahují i do jižnějších států. V Asii žije jeden druh ve střední Číně.
Obývají lesy, křoviny a louky, často jsou vidět v blízkosti vod.

## Taxonomie
Myšivky z čeledi Zapodidae se dělí do 3 rodů:
rod Eozapus – myšivka
- Eozapus setchuanus – myšivka čínská – žije ve střední Číně, především v Sečuánu, ale částečně i ve východním Tibetu,[5]

rod Napaeozapus – myšivka
- Napaeozapus insignis – myšivka lesní – obývající jih Kanady od Manitoby po jižní část Labradorského poloostrova; dále se vyskytuje v přilehlých oblastech USA (v celé Nové Anglii, ve státech New York a Pensylvánie) a po Appalačském pohoří zasahuje na jih až do severní Georgie,[6]

rod Zapus – myšivka
- Zapus hudsonius – myšivka labradorská – žijící na velkém území od jižní Aljašky přes téměř všechny kanadské provincie po jižní část Labradorského poloostrova; v USA žije na od Montany a Arizony na západě až po Maine na východě, jižně zasahuje až do Georgie,[7]

- Zapus princeps – myšivka západní – vyskytující se na západě Kanady od Britské Kolumbie po Manitobu a v přilehlých oblastech USA až po střední Kalifornii, Utah a sever Nového Mexika,[8]

- Zapus trinotatus – myšivka tichomořská – obývající jih kanadské Britské Kolumbie přes americké státy Washington a Oregon po sever Kalifornie.[9]

## Vzhled
Myšivky z této čeledi jsou dlouhé 75–110 mm. Ocas je vždy delší než tělo: měří 108–165 mm. Oproti evropským myšivkám rodu Sicista mají zadní nohy výrazněji prodloužené na 28–35 mm.
Mají hrubší srst, na zádech šedohnědou, hnědou až do černa. Boky jsou žlutohnědé až do oranžova, břicho je bělavé. Přechody mezi jednotlivými oblastmi jsou výrazné. Oči a uši jsou velké.

## Způsob života

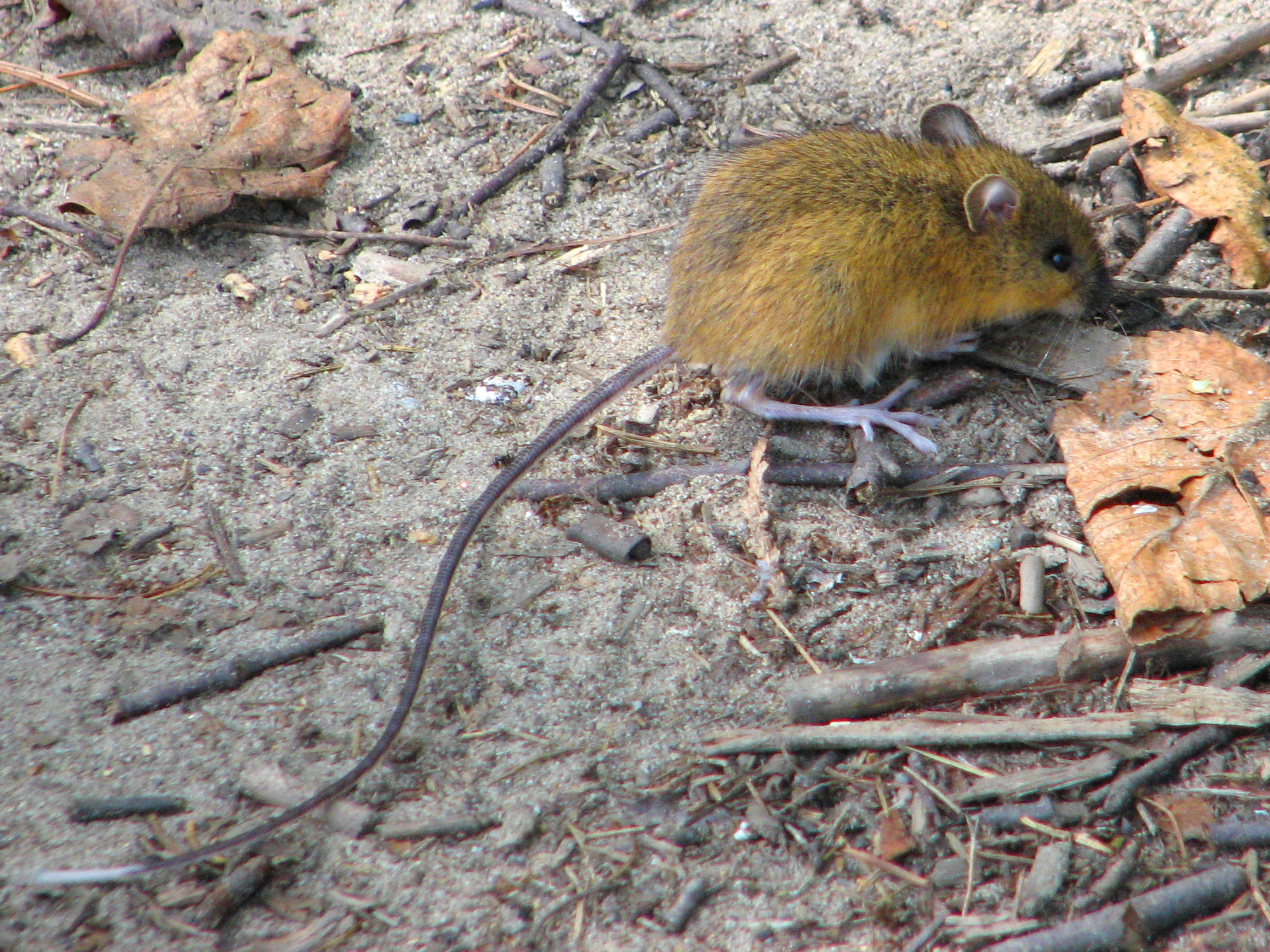
Myšivka lesní (Napaeozapus insignis)

Tyto myšivky se vyskytují v chladném i mírném pásmu Severní Ameriky a Asie. Jsou to převážně noční zvířata. K úkrytu využívají podzemní nory, které si buď staví samy, nebo obsadí vhodné nory jiných zvířat. Na podzim přibírají na váze (např. u rodu Zapus byl zjištěn přírůstek z 13–20 g na 37 g) a pak upadají na 6–8 měsíců do zimního spánku.
Umí rychle plavat (na krátké vzdálenosti) a obratně šplhat; na stromy do větví ale nelezou.
Při nebezpečí dokáží členové této čeledi vyskočit až 2 m do výšky – z toho vycházejí i jejich cizojazyčné názvy: anglicky Jumping mouse, německy Hüpfmaus. Při běžném běhu se také pohybují pomocí skoků, které bývají 0,6–0,9 m dlouhé a 0,3–0,6 m vysoké.

### Potrava
Živí se různými semeny trav, hlízami, bobulemi i jinými částmi rostlin, ale např. i houbami. Loví i hmyz – u myšivek rodu Napaeozapus to je hlavní zdroj potravy.

## Stupeň ohrožení
Myšivky z čeledi Zapodidae nejsou podle posledních pozorování ohroženy a v červeném seznamu druhů jsou vyhodnoceny jako málo dotčený druh.